# Mont Musinè
Le mont Musinè est un sommet des Alpes grées, situé en Italie dans la ville métropolitaine de Turin.

## Toponymie
Le nom Musinè viendrait du latin mons Vesenius (c'est-à-dire « mont des voisins »), sous lequel la montagne était désignée dans textes du Moyen Âge comme le Chronicon Novalicense. Une toponymie alternative fait dériver le nom du piémontais mont Asiné (« mont des ânes »).

## Géographie

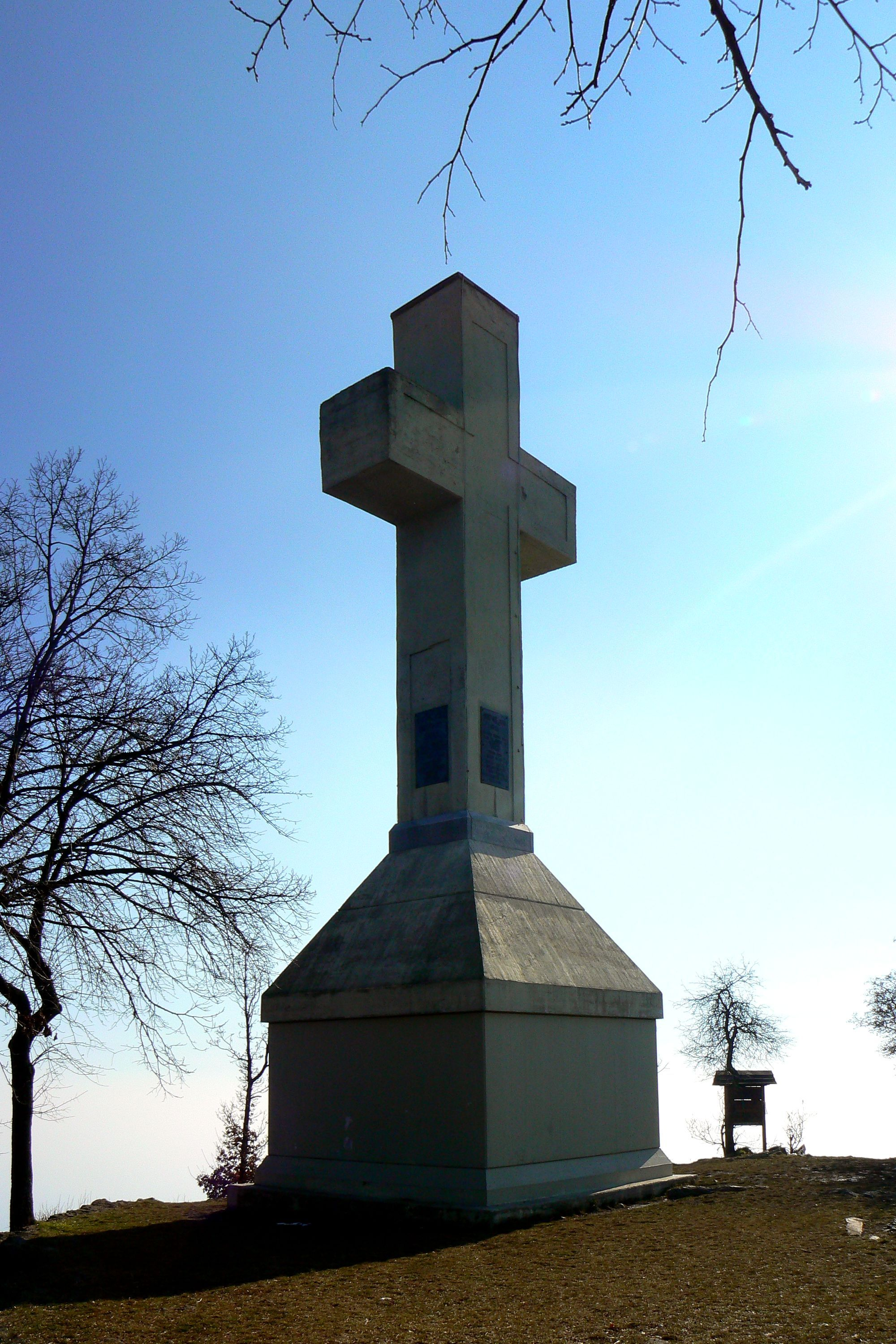
La croix sommitale.

Culminant à 1 146 ou 1 150 mètres d'altitude, le Musinè est la dernière montagne de la ligne de partage des eaux entre la val de Suse et les vallées de Lanzo et la plus proche de l'aire urbaine de Turin. Elle se partage entre les communes de Caselet, Almèse et Val della Torre.
Une croix monumentale en béton armé a été érigée au sommet de la montagne en 1901.

## Activités

### Ascension
C'est un sommet facile d'accès en randonnée pédestre, depuis Caselet, Rivera (un hameau d'Almèse) ou à partir de plusieurs hameaux de Val della Torre.
L'ascension du Musinè depuis le terrain de sport de Caselet figure parmi les balades les plus fréquentées du Piémont.

### Protection environnementale
La montagne et ses alentours (y compris la zone humide des lacs de Caselet) ont été désignés comme site d'intérêt communautaire du réseau Natura 2000. Le site, nommé Monte Musinè e Laghi di Caselette (code IT1110081), couvre une superficie totale de 1 524 ha et abrite plusieurs espèces végétales et animales menacées de disparition. Parmi celles-ci figurent huit espèces de papillons listées dans les annexes II et IV de la directive habitats : Phengaris teleius, Euplagia quadripunctaria, Euphydryas aurinia, Eriogaster catax, Lycaena dispar, Phengaris arion, Zerynthia polyxena, Coenonympha oedippus. Dans la zone du lac de Caselet, on retrouve deux importantes espèces des aires humides, l'écrevisse à pattes blanches et la cistude d'Europe.

### Cartographie
- (it) Cartographie officielle IGM échelle 1:25 000 et 1:100 000, consultable sur Portale Cartografico Nazionale
- (it) Istituto Geografico Centrale, Carta dei sentieri e dei rifugi échelle 1:50 000 n.17 orino Pinerolo e Bassa Val di Susa
- (it) Fraternali editore, Carta dei sentieri e stradale échelle 1:25 000 n.4 Bassa valle Susa Musinè val Sangone collina di Rivoli